# Мангфал
Мангфал е река в Горна Бавария с дължина 58 km, ляв приток на Ин. За начало се счита езерото Тегернзе. Влива се в Ин в град Розенхайм.

## Населени места по Мангфал
| - Гмунд ам Тегернзе - Валей - Ваяар - Груб - Фелдкирхен-Вестерхам - Фелдолинг | - Брукмюл - Гьотинг - Хойфелд - Бад Айблинг - Колбермор - Розенхайм |

|  | Тази страница частично или изцяло представлява превод на страницата Mangfall в Уикипедия на немски. Оригиналният текст, както и този превод, са защитени от Лиценза „Криейтив Комънс – Признание – Споделяне на споделеното“, а за съдържание, създадено преди юни 2009 година – от Лиценза за свободна документация на ГНУ. Прегледайте историята на редакциите на оригиналната страница, както и на преводната страница, за да видите списъка на съавторите. ВАЖНО: Този шаблон се отнася единствено до авторските права върху съдържанието на статията. Добавянето му не отменя изискването да се посочват конкретни източници на твърденията, които да бъдат благонадеждни. |